# Крылов, Геннадий Владимирович
Геннадий Владимирович Крылов (род. 15 февраля 1977, Ленинград) — российский журналист, телеведущий.

## Биография
Геннадий Крылов родился в Ленинграде 15 февраля 1977 года.
В 1994 году поступил на факультет журналистики Санкт-Петербургского государственного университета, сейчас (Высшая школа журналистики и массовых коммуникаций).
В 2001 году стал корреспондентом программы «Вести-Санкт-Петербург» выходящей в эфир Дирекции ВГТРК «Санкт-Петербург», а с 2005 года ведущим новостных выпусков программы «Вести-Санкт-Петербург»

, а также программы «События недели». Был автором серии специальных репортажей в рамках проекта «Большие Вести». В эфир вышли фильмы «Северный старт» — про будни космодрома Плесецк, «Прорыв» — про ликвидацию размыва в петербургском метро между станциями «Лесная» и «Площадь Мужества», а также фильм «Наследники ЭПРОНа», посвященный работе водолазов.
В 2008 году Геннадий Крылов ушел на телеканал «100ТВ», где вёл утренние выпуски программы «Последние известия».
С 2009 года автор и ведущий программы «Петербургская неделя» на телеканале «Рен-ТВ Санкт-Петербург»
.
В сентябре 2010 года назначен директором Дирекции информационного вещания только что созданного городского телеканала «Санкт-Петербург». Принимал участие в создании информационной службы телеканала, выстраивании информационного вещания. Несколько раз был ведущим программы «Диалог с городом». В одном из выпусков с его участием губернатор Санкт-Петербурга Валентина Матвиенко объявилао переносе места строительства небоскреба ОАО «Газпром» с участка на Охте в Приморский район Санкт-Петербурга. Проработал в должности руководителя информационного вещания телеканала «Санкт-Петербург» до апреля 2012 года. Ушел после смены руководства телеканала
.
С июня 2012 года возглавлял пресс-службу Межпарламентской Ассамблеи государств-участников СНГ.
В 2013 году стал одним из основателей Телеканала Совета Федерации «Вместе-РФ». Геннадий Крылов возглавил петербургскую часть телеканала, в ранге заместителя директора.
С июля 2020 года Геннадий Крылов назначен исполняющим обязанности главного редактора.
С 1 августа 2024 года - главный редактор телеканала Совета Федерации "Вместе-РФ".

## Награды
- Памятный знак «МПА СНГ. 25 лет» (29 ноября 2018 года, Межпарламентская ассамблея СНГ) — за содействие в деятельности Межпарламентской Ассамблеи и её органов[11].
- Почётная грамота Совета МПА СНГ (12 апреля 2018 года, Межпарламентская ассамблея СНГ) — за активное участие в деятельности Межпарламентской  Ассамблеи и её органов, вклад в укрепление дружбы между народами государств — участников Содружества Независимых Государств[12].
- Серебряная медаль МПА СНГ и телерадиокомпании "Мир" «Древо дружбы» (18 апреля 2025 года) — за выдающийся вклад в формирование информационного пространства Содружества Независимых Государств[13].